# شهرستان بوگن‌ویل مرکزی
منطقه بوگاینویل مرکزی یکی از منطقه های استان خودمختار بوگاینویل(استان سلیمان شمالی) واقع در کشور پاپوآ گینه نو می باشد. مرکز این منطقه آراوا-کئیتا است. این منطقه خود از ۲ فرمانداری محلی تشکیل می گردد که هر فرمانداری به منظور سهولت در امر آمارگیری خود به چند بخش تقسیم می شود.

## تقسیمات
این منطقه دارای ۲ فرمانداری محلی است که اسامی آن ها به شرح زیر است:
- فرمانداری محلی روستایی آراوا
- فرمانداری محلی روستایی واکونائی